# کابسامسادا
کابسامسادا (به اسپانیایی: Cabezamesada) یک شهرستان در اسپانیا است که در استان تولدو واقع شده‌است.

## خصوصیات
کابسامسادا ۶۰ کیلومترمربع مساحت و ۴۶۹ نفر جمعیت دارد و ۷۴۴ متر بالاتر از سطح دریا واقع شده‌است.